# Karl Landsteiner

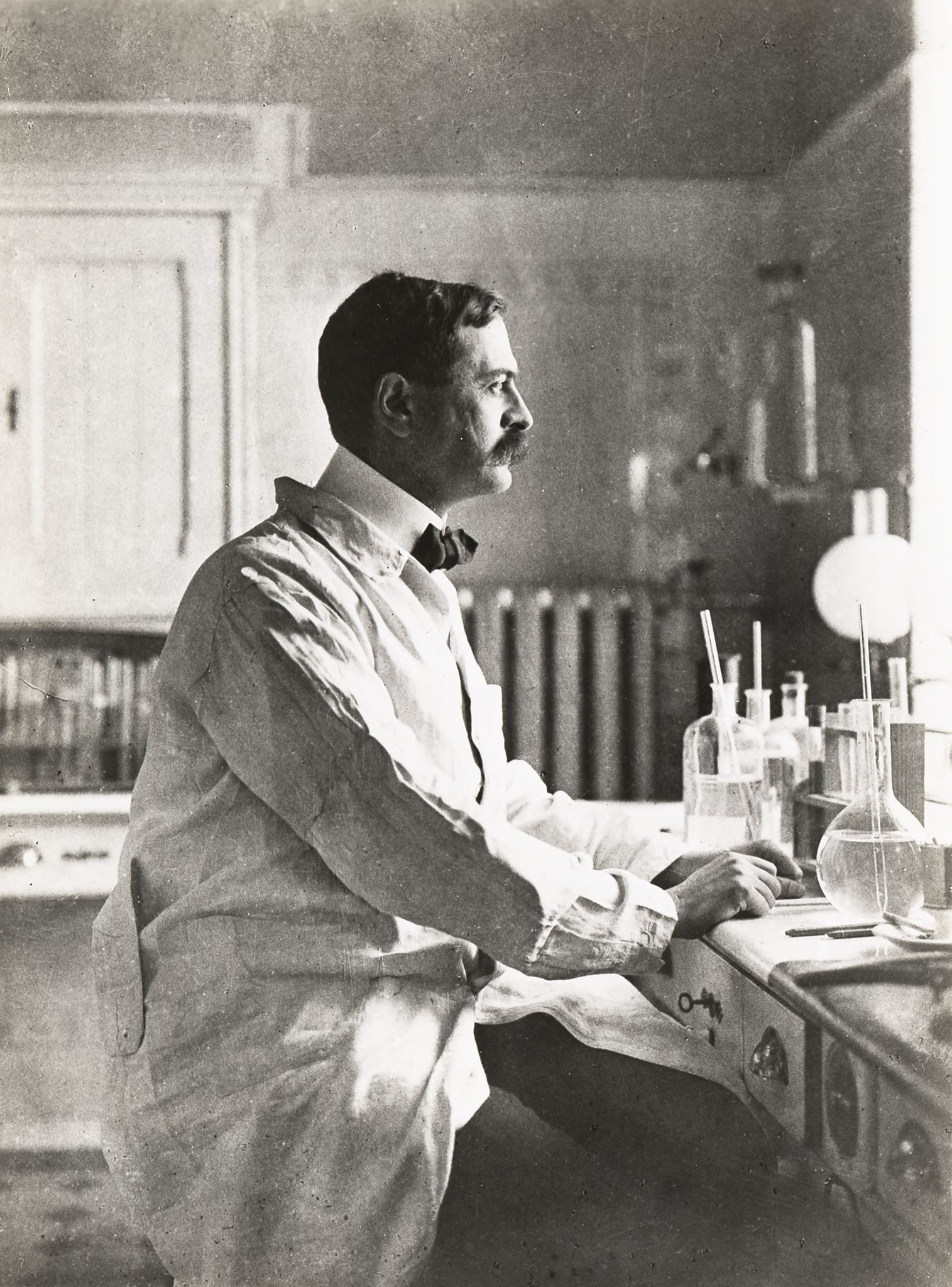
Karl Landsteiner im Labor (um 1900)

Karl Landsteiner (* 14. Juni 1868 in Baden bei Wien; † 26. Juni 1943 in New York) war ein österreichisch-US-amerikanischer Pathologe, Hämatologe und Serologe, der 1900 das AB0-System der Blutgruppen entdeckte, wofür er 1930 den Nobelpreis für Physiologie oder Medizin erhielt. Zusammen mit Erwin Popper gelang ihm 1908 der experimentelle Nachweis, dass die Poliomyelitis (Kinderlähmung) eine durch Infektion übertragbare Krankheit ist. 1921 führten ihn weitere Arbeiten zur Prägung des Begriffs Hapten. Landsteiner gelang es zusammen mit Clara Nigg in den Jahren 1930–1932 Rickettsia prowazekii, den Fleckfiebererreger, in lebenden Gewebekulturen zu züchten. 1940 beschrieb er mit Alexander Solomon Wiener und Philip Levine den Rhesusfaktor, eine Blutkörpercheneigenschaft. Er gilt als „Vater der Immunhämatologie“. „Millionen von Menschen verdanken ihm ihr Leben oder ihre Heilung“, beschreibt das pathologische Institut der Universität Wien seine Leistungen auf seiner Ehrentafel.

## Leben
Landsteiners Vater Leopold (* 1817 in Wien; † 22. Februar 1875 ebenda), ein bekannter Journalist und erster Chefredakteur der Zeitung Die Presse, starb mit 58 Jahren, als Karl sechs Jahre alt war, wodurch er eine sehr enge Beziehung zu seiner Mutter Fanny Landsteiner, geborene Heß, hatte. Seine Mutter stammte aus einer mährischen jüdischen Handelsfamilie und war 20 Jahre jünger als ihr Mann, den sie nach nur sieben Ehejahren verließ. Ihre Totenmaske hing bis zu seinem Tod in Karls Schlafzimmer. Die Landsteiners waren jüdischen Glaubens. Wegen einer Eintragung über seine Beschneidung in Wien galt lange Zeit die Hauptstadt als Geburtsort Karl Landsteiners. Die neuere Forschung fand heraus, dass er in Baden das Licht der Welt erblickt hatte, wo Leopold Landsteiner und seine Frau jahrelang die Sommer verbrachten. Nach seiner am heutigen Gymnasium Wasagasse in Wien (damals K. K. Staatsgymnasium im IX. Bezirke Wiens) mit Vorzug bestandenen Matura (Abitur) studierte Landsteiner ab 1885 an der Universität Wien Medizin und wurde dort 1891 promoviert. Während seines Studiums veröffentlichte er eine Arbeit über den Einfluss von Diäten auf die Zusammensetzung des Blutes.
Als der Börsenkrach von 1873 mit der wirtschaftlichen Stagnation in die „Gründerkrise“ überging, wurden auch Juden dafür verantwortlich gemacht. Seit Anfang der 1890er Jahre betonten die Antisemiten den „Rassegedanken“ immer stärker. Kurz vor Beendigung seines Studiums konvertierte Landsteiner 1890 im Rahmen einer großen Austrittswelle aus dem jüdischen Glauben in Wien vom Judentum zum römisch-katholischen Glauben. 1916 heiratete er nach jahrelanger Verlobungszeit – Landsteiner hatte sich aufgrund seiner freiwilligen Arbeitslast lange nicht zur Heirat entschließen können – Leopoldine Helene Wlasto, eine griechisch-orthodoxe Frau, die zum römisch-katholischen Glauben ihres Mannes konvertierte. 1937 ergriff Landsteiner erfolglos rechtliche Schritte gegen einen amerikanischen Verleger, der ihn in das Buch Who’s Who in American Jewry („Who is Who des amerikanischen Judentums“) aufgenommen hatte. Landsteiner ging es um die Vermeidung etwaiger Diskriminierung und erklärte, dass es für ihn schädlich sein werde, die Religion seiner Vorfahren öffentlich zu betonen.
1917 wurde sein Sohn Ernst Karl geboren. Landsteiner war ein guter und äußerst fürsorglicher Vater, dem es im letzten Kriegsjahr gelang, eine Ziege aufzutreiben, so dass trotz allen Mangels wenigstens frische Milch im Haus zur Verfügung stand. Eigenhändig sammelte er Kräuter, damit daraus Ersatzspinat gekocht werden konnte. In der Gemeinde Purkersdorf hatte er ein Haus gekauft, damit sein Nachwuchs nicht in der Stadt, im 9. Wiener Gemeindebezirk, aufwachsen musste. Landsteiner war ein ausgezeichneter Pianist. Er hatte einen großen Bechsteinflügel in seinem Salon. Privat las er gerne, heimlich auch Kriminalromane – heimlich deswegen, weil er diese Lektüre eigentlich als unter seiner Würde empfand. Er war von kräftiger Statur und hatte einen herabhängenden Schnurrbart.
Obwohl er wie auch seine Frau seit 1929 die amerikanische Staatsbürgerschaft hatte, fühlte er sich zeit seines Lebens als Europäer, sprach Deutsch allerdings nur dann, wenn er ungehalten wurde, wie seine Schüler an der Universität feststellten.
Karl Landsteiner war ein Mensch voller Energie und Forscherdrang. Typisch dafür ist auch sein Ende: Mit 75 Jahren, am 24. Juni 1943, erlitt er während der Arbeit in seinem Labor am Rockefeller-Institut einen Herzinfarkt, dem er zwei Tage später erlag. In seinen letzten Lebensjahren galt seine Aufmerksamkeit auch der Onkologie, aus einem traurigen, menschlichen Grund: Seine Frau litt an einer bösartigen Geschwulst an der Schilddrüse, und um ihr helfen zu können, studierte er maligne Geschwülste, leider ohne den ersehnten Erfolg. Seine Frau, die im selben Jahr wie er und am Weihnachtstag starb, und er wurden Seite an Seite am Prospect Hill Cemetery in Nantucket, Massachusetts, beigesetzt, einer Insel vor der Nordost-Küste der Vereinigten Staaten. Sie hatten in einem kleinen Haus nahe dem Leuchtturm Sankaty Head Light auf Nantucket gelebt, wo er sich in Ruhe seiner Arbeit widmen konnte.
In Österreich gedachte man seiner erst 18 Jahre später, beziehungsweise 31 Jahre nach Erhalt des Nobelpreises: Im Arkadenhof der Wiener Universität wird ihm 1961 eine Gedenkplakette gewidmet und Fachkollege Paul Speiser (1920–2009) schreibt die überfällige Landsteiner-Biographie. Seinen Zorn über die Unterlassungssünden, deren sich Österreichs Hochschulmedizin an einem ihrer großen Geister schuldig gemacht hat, kann Speiser nur schwer unterdrücken: „Eines von vielen beschämenden Indizien: Landsteiner hat im Laufe seines Lebens eine große Zahl von Auszeichnungen empfangen, darunter Ehrendoktorate vieler Universitäten. Nur eines fehlt: das von Wien. Statt voll Stolz einen Nobelpreisträger aus den eigenen Reihen zu feiern, bestraft man ihn mit Neid. Erst mit Karl Landsteiners Portrait auf dem blauen Tausender der letzten Schilling-Banknotenserie ist Österreich 1997 bei der Neuordnung seines Pantheons einen wichtigen Schritt weitergekommen.“ (Die Landsteinergasse im Wiener 16. Bezirk, Ottakring, ursprünglich Landsteinerstraße, wurde am 4. November 1909 nicht nach Karl Landsteiner, sondern nach dem Priester und Schriftsteller Karl Borromäus Landsteiner benannt.). Weiters wurde die in Krems an der Donau (Österreich) beheimatete Privatuniversität für Gesundheitswissenschaften nach Karl Landsteiner benannt. Sie nahm 2013 ihren Betrieb auf.
Zu Landsteiners Nachfahren gehört der Neurologe und Psychiater Heinz Dietrich (1918–2005).

## Wissenschaftliche Laufbahn

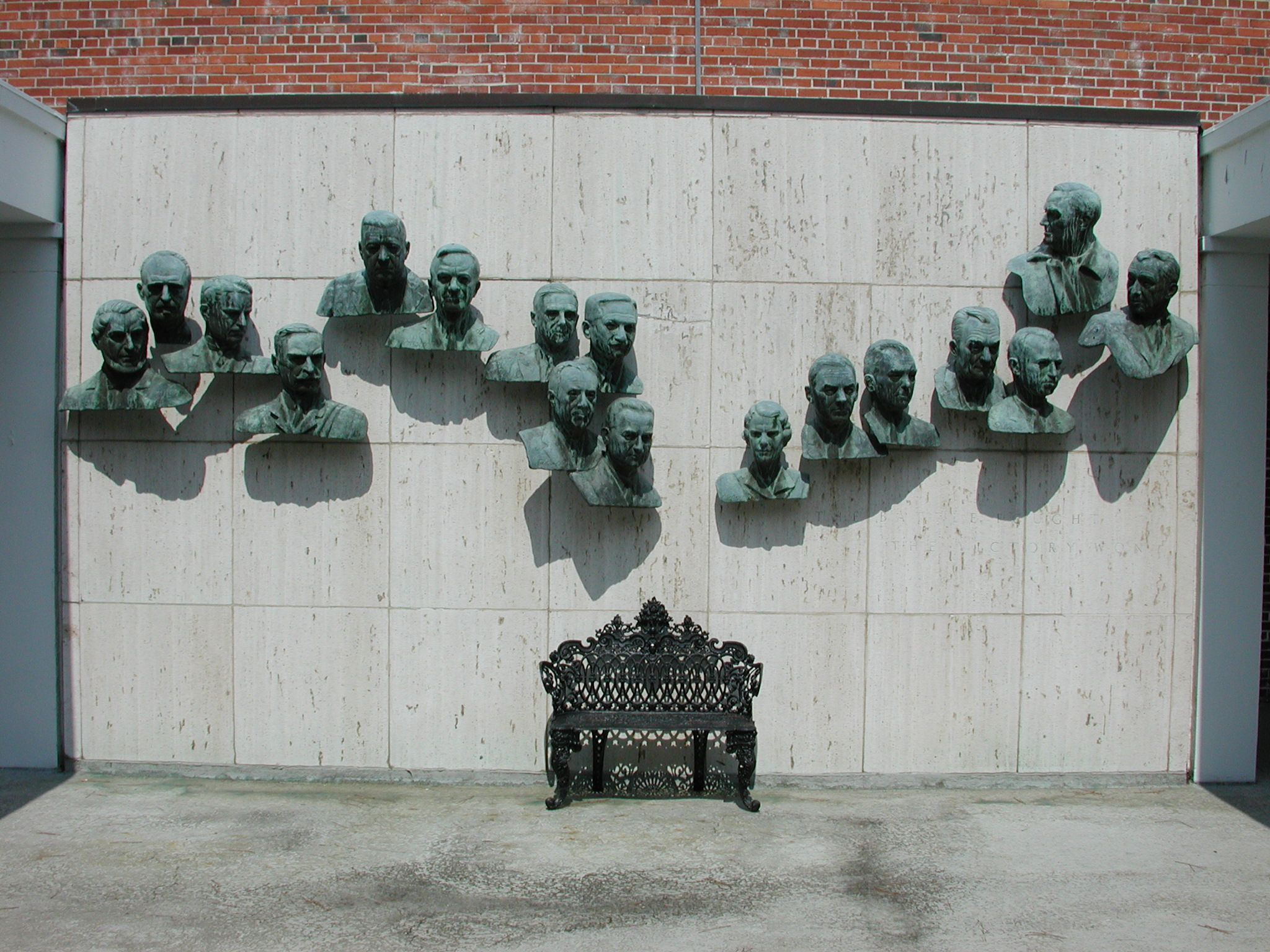
Karl Landsteiner (4. v. l.) in der Polio Hall of Fame

Nach seinem Studium verbrachte Landsteiner fünf Jahre im Ausland in Laboratorien in Zürich bei Arthur Hantzsch, in Würzburg bei dem berühmten deutschen Chemiker Emil Fischer und in München bei Eugen Bamberger. 1896 kehrte er nach Wien zurück und wurde zunächst Operationszögling an der 1. Chirurgischen Klinik. Nach Abschluss dieser praktischen Ausbildung verschrieb er sich erneut der Theorie und wurde Assistent am von Max von Gruber geleiteten Hygienischen Institut. Dort führte er Studien über den Mechanismus der Immunität und das Wesen von Antikörpern durch. Zwischen 1898 und 1908 war Landsteiner Assistent an der Pathologischen Anatomie der Universität Wien, danach bis 1919 Prosektor am Wilhelminenspital in Wien, wo er 3639 Sektionen durchführte. 1903 habilitierte er sich bei Anton Weichselbaum im Fach Pathologie und 1911 erfolgte die Ernennung Landsteiners zum außerordentlichen Professor für Pathologie.

## Poliomyelitis
Während dieser Zeit veröffentlichte er viele medizinische Arbeiten, unter anderem über die Übertragung der Kinderlähmung. Landsteiners Leistung – zusammen mit Erwin Popper – war die Entdeckung des Poliovirus, womit der endgültige Nachweis gelang, dass Kinderlähmung eine infektiöse Krankheit ist. Bewiesen wurde dies durch die Injektion von Rückenmarksflüssigkeit eines an der Krankheit verstorbenen Kindes auf Affen und die darauf folgende Übertragung von einem Tier zum nächsten. Er legte damit die Grundlagen für die spätere (1948/55) Entwicklung des Impfstoffes gegen die Kinderlähmung des MS-Forschers Jonas Edward Salk (1914–1995).

## Entdeckung der Blutgruppen

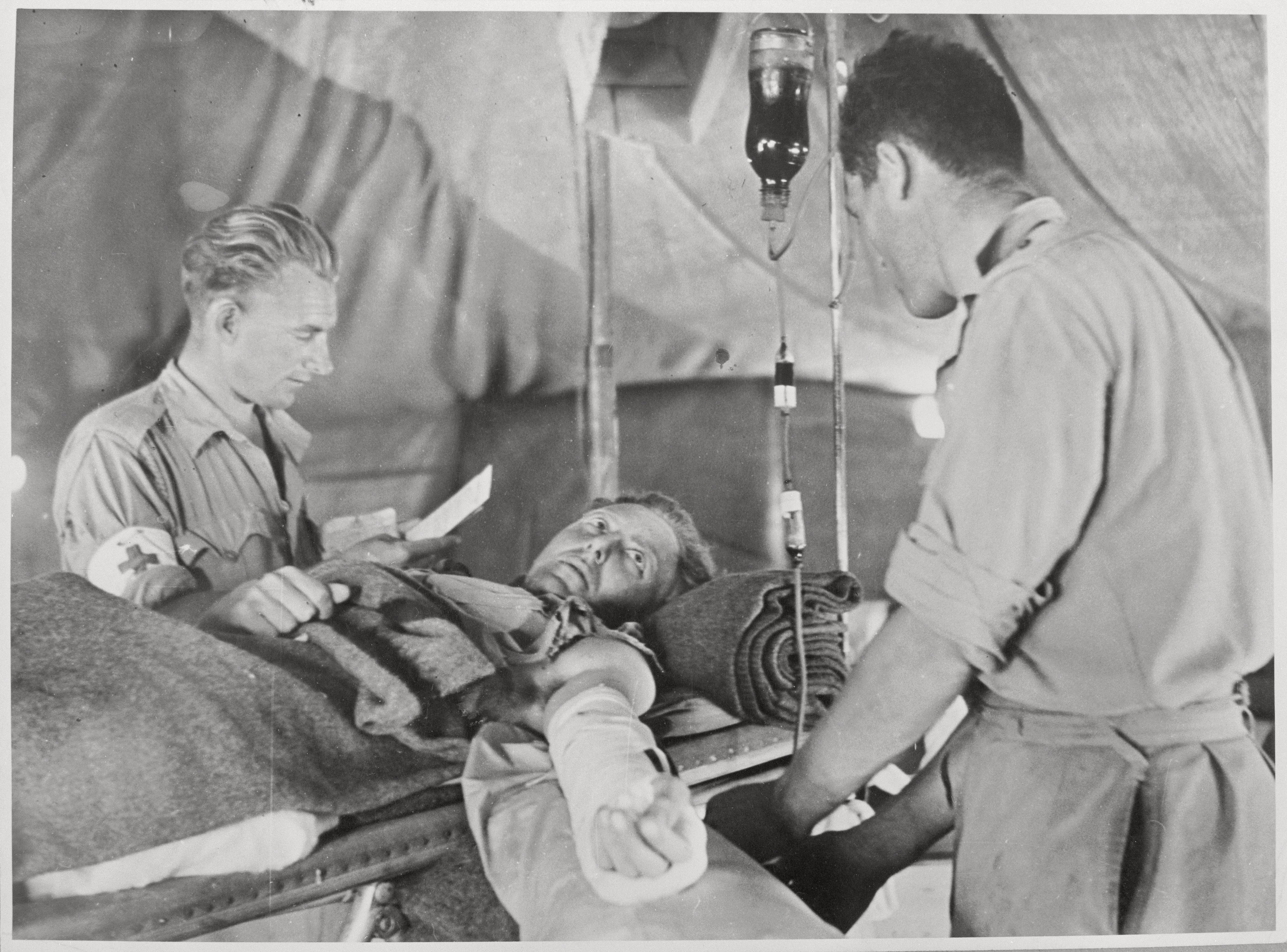
Bluttransfusion in einem Lazarett im Zweiten Weltkrieg

Landsteiner bemerkte 1900, dass Blut zweier Menschen beim Vermischen oft verklumpte. Die Beobachtung war ihm in ihrer Tragweite beim Verfassen des Manuskriptes noch nicht offenbar, denn er schildert den Vorgang der Hämagglutination lediglich in einer Fußnote:

„Das Serum gesunder Menschen wirkt nicht nur auf tierische Blutkörperchen agglutinierend, sondern öfters auch auf menschliche, von anderen Individuen stammende. Es bleibt zu entscheiden, ob diese Erscheinung durch ursprünglicher individuelle Verschiedenheiten oder durch erfolgte Einwirkung von Schädigungen etwa bakterieller Natur bedingt ist. Thatsächlich fand ich das erwähnte Verhalten bei Blut, das von Schwerkranken herrührte, besonders ausgeprägt.“

Und er berichtete, dass dieser Effekt auch durch Kontakt von Blut mit Blutserum eintrat.
In seiner Arbeit Ueber Agglutinationserscheinungen normalen menschlichen Blutes forderte er erstmals, wiederum in einer Fußnote, es müsse drei Blutgruppen geben.
Es gelang ihm, die Blutgruppenmerkmale A, B und 0 (letzteres damals als C bezeichnet) zu identifizieren. Für die Entdeckung der Blutgruppen erhielt Landsteiner 1930 den Nobelpreis für Medizin.
Das (erst 1910 von Emil von Dungern und Ludwik Hirszfeld so bezeichnete) Blutgruppenmerkmal AB wurde 1902 von zwei Kollegen Landsteiners, dem Wiener Internisten Alfred von Decastello-Rechtwehr (1872–1960) und dessen Mitarbeiter Adriano Sturli (1873–1964), entdeckt. Die 1910 von Dungern und Hirszfeld vorgeschlagene AB0-Nomenklatur wurde international erst 1928 übernommen. Unabhängig fanden auch der tschechische Psychiater Jan Janský sowie William Lorenzo Moss die Einteilung in vier Blutgruppen (siehe AB0-System).
Landsteiner war es auch, der erkannte, dass die Bluttransfusion zwischen Personen der gleichen Gruppe nicht zur Zerstörung der Blutzellen führte, wohl aber zwischen Personen verschiedener Blutgruppen, so dass im Jahre 1907 die erste erfolgreiche, auf seinen Arbeiten basierende Bluttransfusion am Mount Sinai Hospital in New York von Reuben Ottenberg durchgeführt wurde. Die erste Gabe einer mit Citratlösung haltbar gemachten Blutkonserve erfolgte am 9. November 1914 im Hospital Rawson de Buenos Aires (Argentinien) unter Luis Agote (1868–1954).
Aus Landsteiners Entdeckung folgten auch die ersten Abstammungsuntersuchungen im Sinne eines Vaterschaftstests. Bereits 1924 erkannte Felix Bernstein, dass Blutgruppen sich nach den mendelschen Gesetzen vererben, sodass durch Blutgruppengutachten in einigen Fällen eine biologische Vaterschaft ausgeschlossen werden konnte. Noch im selben Jahr wurden der deutschen Gesellschaft für gerichtliche und soziale Medizin die ersten Abstammungsgutachten vorgelegt. Es brauchte jedoch einige Jahre, bis diese Tests auch gerichtlich anerkannt wurden.
Inzwischen weiß man, dass Menschen mit der Blutgruppe AB Erythrozyten aller anderen Blutgruppen akzeptieren (Universalempfänger), Erythrozyten der Blutgruppe 0 können von allen Gruppen empfangen werden (Universalspender). Dies liegt daran, dass Menschen mit der Blutgruppe AB keine Antikörper gegen die Blutgruppe A oder B bilden. Die Blutgruppe 0 dagegen besitzt weder das Merkmal A noch das Merkmal B, so dass nach der Übertragung beim Empfänger auch keine Antikörper dagegen gebildet werden können.
Heutzutage werden bei Bluttransfusionen nur Erythrozytenkonzentrate ohne Blutserum mit Antikörpern übertragen. Diese Erkenntnis ist besonders bei Bluttransfusionen und Operationen sehr wichtig.

## Weitere Forschungstätigkeit
Nach dem Ende des Ersten Weltkriegs war die wirtschaftliche Not in Österreich groß und die Perspektiven für eine geordnete akademische Karriere in Wien schienen äußerst ungewiss. Landsteiner nahm daher Stellenangebote aus dem Ausland an. 1919 ging er nach Den Haag, wo er die Prosektur eines kleinen Katholischen Krankenhauses leitete. Er blieb weiter wissenschaftlich aktiv und behandelte in zwölf Veröffentlichungen verschiedene serologische Probleme. So berichtete er 1921 über niedermolekulare „spezifische Substanzen“, die die Bindung an ein Protein benötigen, um ein Vollantigen zu werden, und für die er die Bezeichnung Haptene vorschlug.

## Syphilis
Die Darstellung von Spirochaeta pallida, dem Erreger der Syphilis mittels Dunkelfeldmikroskopie, und die Einführung des Rinderherzextraktes als Reagens der Wassermann-Reaktion waren essentielle Beiträge zur Syphilis-Diagnostik.

## Rhesusfaktor
1922 nahm Landsteiner eine Stelle am Rockefeller-Institut in New York an, wo er 1940 zusammen mit seinen Schülern Philip Levine und Alexander Solomon Wiener den Rhesusfaktor beschrieb, den er im Blut von Rhesusaffen entdeckt hatte. Dadurch wurde die IgG-Anti-D-Prophyalxe des Morbus haemolyticus neonatorum, einer schwerwiegenden und komplexen Gesundheitsstörung des Fetus und des Neugeborenen, möglich.
Neben der Arbeit an den Blutgruppen beschäftigte er sich mit Fragen zur Entstehung der Paroxysmalen Kältehämoglobinurie, in deren Folge die Donath-Landsteiner-Reaktion als Test zur Diagnosesicherung entwickelt werden konnte. In den Jahren 1927/1928 fungierte er als Präsident der American Association of Immunologists. 1935 wurde er zum Mitglied der American Philosophical Society gewählt.

## Fleckfiebererreger
Auf dem Gebiet der Bakteriologie gelang es Landsteiner zusammen mit Clara Nigg in den Jahren 1930–1932 Rickettsia prowazekii, den Fleckfiebererreger, in lebenden Gewebekulturen zu züchten.

## Auszeichnungen und Ehrungen

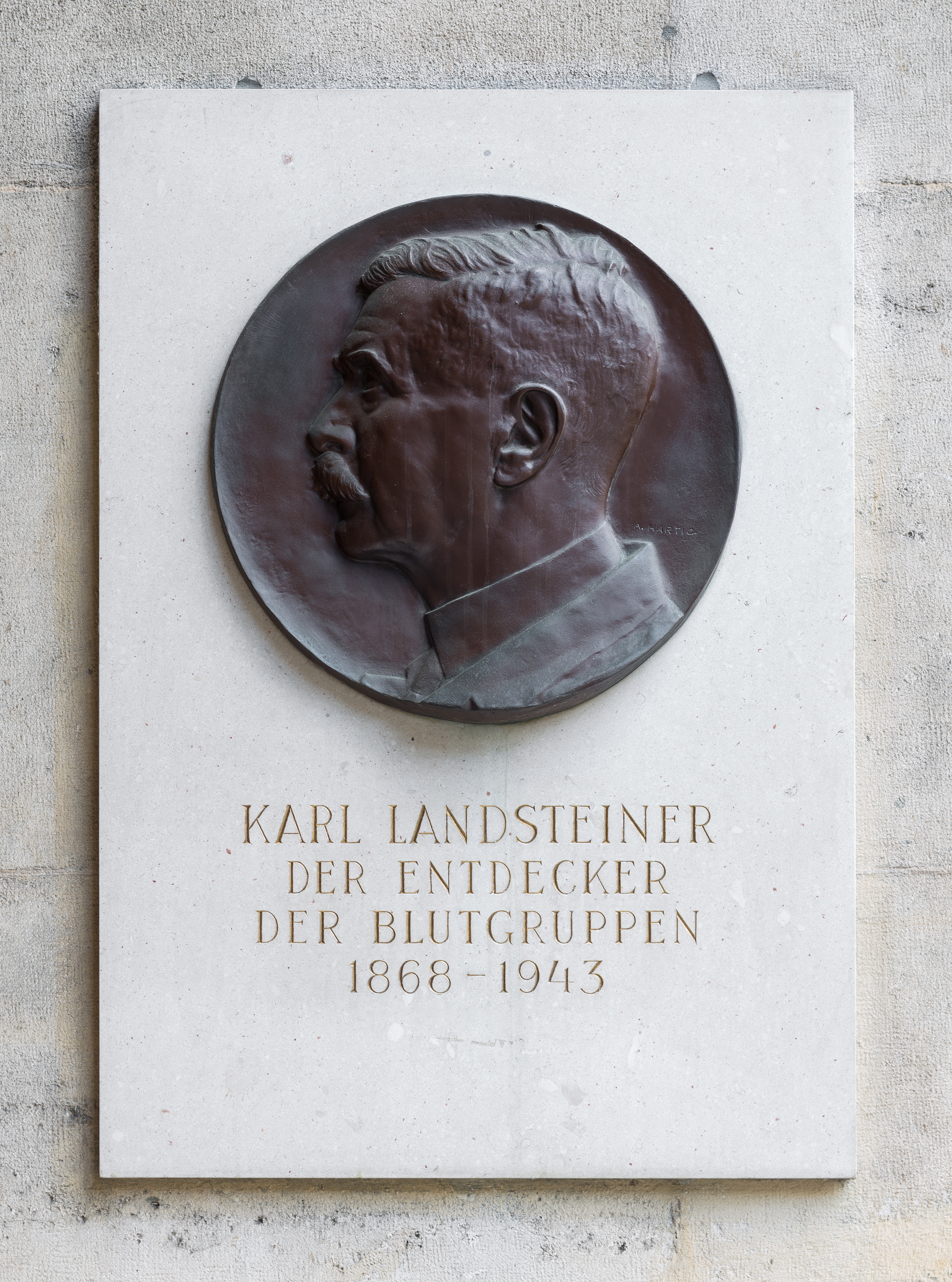
Gedenkplakette im Arkadenhof der Wiener Universität, Künstler: Arnold Hartig (1878–1972), enthüllt 1961

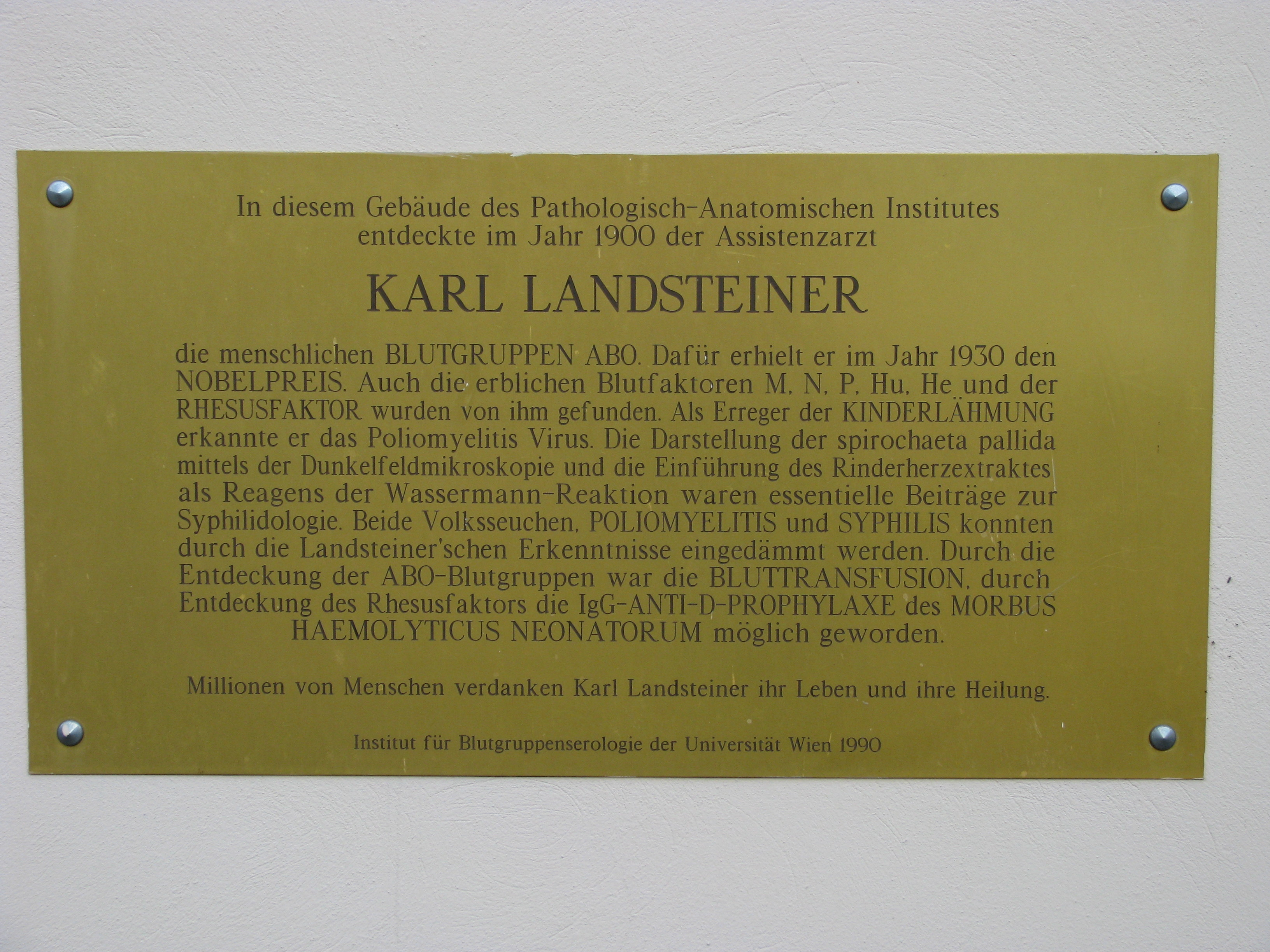
Gedenktafel am pathologischen Institut in Wien, 1990

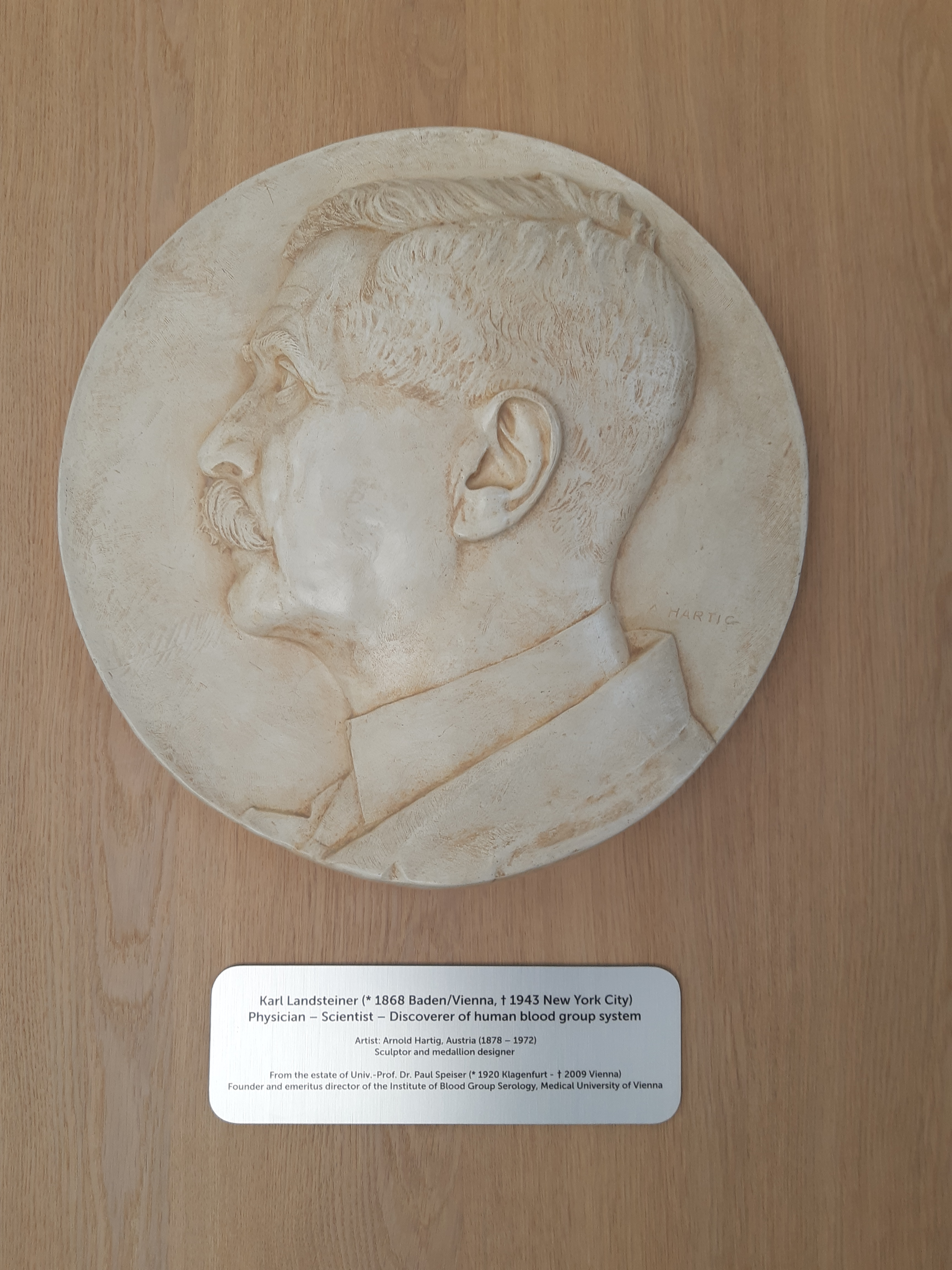
Gedenktafel für den Namensgeber der Karl Landsteiner Privatuniversität Krems, 2013

- Jubiläumskreuz für Zivilstaatsbedienstete[15]
- Ehrendoktorate der Universitäten Chicago, Cambridge, Brüssel und Harvard, jedoch keines von seiner Heimatuniversität Wien
- 1926 Jahrespreis der Hans Aronson-Stiftung Berlin
- Er war seit 1927 Mitglied der Deutschen Akademie der Naturforscher Leopoldina.
- 1930 Nobelpreis für Physiologie oder Medizin
- 1930 Erster Preisträger der Goldenen Paul-Ehrlich-Medaille[16]
- 1931 Ehrenmitglied der Gesellschaft der Ärzte in Wien
- 1932 wurde Landsteiner in die National Academy of Sciences gewählt.
- 1933 Goldene Medaille der Niederländischen Gesellschaft des Roten Kreuzes
- 1938 erhielt er den Cameron Prize for Therapeutics of the University of Edinburgh
- 1941 Foreign member of the Royal Society
- 1946 wurde er postum mit dem Lasker~DeBakey Clinical Medical Research Award ausgezeichnet.
- Seit 1954 wird der Karl Landsteiner Memorial Award durch die American Association of Blood Banks (AABB) verliehen.
- Für seine bahnbrechenden Erkenntnisse, die als Grundlage für die Poliobekämpfung gelten, wurde er posthum in die Polio Hall of Fame in Warm Springs (Georgia) aufgenommen, die im Januar 1958 eingeweiht wurde.
- 1961 Gedenkplakette im Arkadenhof der Wiener Universität – der Ruhmeshalle der Universität
- 1968 brachte die Österreichische Post zum 100. Geburtstag eine Sonderbriefmarke heraus.
- Seit 1972 wird alle zwei Jahre die „Landsteiner-Vorlesung“ der Deutschen Gesellschaft für Transfusionsmedizin und Immunhämatologie (DGTI) vergeben.
- Zu Ehren von Landsteiner wird seit 1973 der Avery-Landsteiner-Preis verliehen.
- Seit 1976 ist der Mondkrater Landsteiner nach ihm benannt.
- Seit 1988 vergibt die Österreichische Gesellschaft für Allergologie und Immunologie (ÖGAI) jährlich den „Karl Landsteiner-Preis“ für hervorragende wissenschaftliche Publikationen auf dem Gebiet der immunologischen Grundlagenforschung.
- Von 1990 bis 2002 (bis zur Euro-Umstellung) zierte sein Bild den österreichischen 1000-Schilling-Schein. Die Rückseite zeigte ihn in seinem Labor im Pathologisch-Anatomischen Institut der Universität Wien.
- Im Jahre 2003 wurde von der ÖGAI die „Karl Landsteiner-Medaille“ für ein hervorragendes Lebenswerk auf dem Gebiete der Immunologie gestiftet und 2004 erstmals verliehen.
- Am Geburtstag Karl Landsteiners (14. Juni) wird seit 2004 der „Weltblutspendetag“ begangen.
- Seit 2005 besteht in Niederösterreich die „Karl Landsteiner Gesellschaft“ als Verein zur Durchführung von wissenschaftlichen Forschungen im Bereich der Medizin und verwandter wissenschaftlicher Disziplinen.
- In Klagenfurt ist die Karl-Landsteiner-Gasse nach ihm benannt.
- Auf Beschluss des Leipziger Stadtrates[17] wurde 2011 eine Straße im Stadtbezirk Mitte, Ortsteil Zentrum-Südost, nach ihm benannt.
- 2013 nahm in Krems an der Donau (Österreich) die Karl Landsteiner Privatuniversität für Gesundheitswissenschaften ihren Betrieb auf.
- 2016 widmete ihm Google zu seinem Geburtstag einen eigenen Doodle.[18]
- In Würzburg, Dreieich und Wels ist die Landsteiner Straße nach ihm benannt.

## Veröffentlichungen (Auswahl)
- Ueber Agglutinationserscheinungen normalen menschlichen Blutes. In: Wiener klinische Wochenschrift. Band 14, 1901, S. 1132–1134.
- Über die Verwertbarkeit individueller Blutdifferenzen für die forensische Praxis. In: Zeitschrift für Medizinalbeamte, 1903
- Über die Abhängigkeit der serologischen Spezifität von der chemischen Struktur, 1918
- Spezifische Serumreaktionen mit einfach zusammengesetzten Substanzen bekannter Konstitution, 1920
- Serologische Studien über das Blut von Menschenaffen, 1925
- On Individual Differences in Human Blood, 1928
- Die Blutgruppen und ihre praktische Bedeutung, besonders für die Bluttransfusion, 1930
- Die Spezifität der serologischen Reaktionen (Berlin 1933, Neuaufl. 1962)
- mit Alexander Solomon Wiener: An agglutinable factor in human blood recognized by immune sera for Rhesus blood. In: Proceedings of the Society of Experimental Biology and Medicine, 43 (1940), 223